# عامر بشیر
عامر بشیر (انگلیسی: Aamir Bashir؛ زادهٔ) کارگردان و هنرپیشه اهل کشور هند است. از فیلم‌هایی که وی در آن نقش داشته‌است می‌توان به حیدر، پیپلی زنده، کاپیتان سرخ، اثرات جانبی عشق، یخ‌زده، داستان عشق راکی و رانی (۲۰۲۳) و ۷۲ حوری اشاره کرد.